# All-Flash
All-Flash, originariamente pubblicato come All-Flash Quarterly, fu una serie a fumetti pubblicata dalla All-American Publications e successivamente dalla National Periodical (DC Comics). La serie fu la prima ad avere un unico protagonista , Flash, che comparve anche nelle antologie Flash Comics, All-Star Comics e Comic Cavalcade. La serie fu pubblicata per un totale di 32 numeri dal 1941 al 1947. La serie fu originariamente pubblicata su base trimestrale prima di cambiare diventando un bimensile con il n. 6. Ogni numero conteneva regolarmente storie con Flash come protagonista, così come personaggi di supporto come Hop Harrigan, Butch McLobster, The Super Mobster, e Fat and Slat del cartonista Ed Wheelan e, nei numeri successivi, Ton-O-Fun del co-creatore di Flash Harry Lampert.

## Storia di pubblicazione
La serie debuttò, secondo la data sulla copertina, nell'estate del 1941
. Dato che il titolo di Flash Comics era già in uso, e c'era la necessità di un altro nome per la serie, si decise che si sarebbe tenuto un concorso in cui i lettori sarebbero stati incoraggiati a proporre le loro idee per il titolo della nuova serie. Furono offerti 25$ in contanti per i quattro nomi migliori, e una vincita di 10$ per il vincitore della gara. Ai primi 500 che offrirono un nome fu regalata una copia di All-Star Comics n. 5. Comparve una pubblicità per il concorso nelle pagine di All-Star Comics n. 4 che recitava "Vince Flash e diventa il nuovo trimestrale come Superman e Batman! Ragazzi e ragazze! Ecco un messaggio da Gardner Fox ed E. E. Hibbard, l'autore e l'artista del tuo personaggio preferito, Flash!.
Come sapete, FLASH non compare solo qui in All-Star Comics ma anche nel regolare fumetto mensile, Flash Comics! Ora, ecco il nostro problema:
Se noi chiamassimo il nostro trimestrale semplicemente The Flash, cosa che sembrerebbe naturale, i nostri editori pensano che voi lettori vi confondereste con Flash Comics, il fumetto mensile.
Il vostro lavoro sarà quello di pensare a un nome adatto per il trimestrale di Flash che si distingua da Flash Comics. Un esempio di un titolo possibile potrebbe essere Jay Garrick, the Flash o Le Avventure di Flash, ecc.---basta che non suoni troppo simile a Flash Comics.»
(Gardner Fox & E. E. Hibbard, 1941)
Il vincitore del concorso fu annunciato nelle pagine di All-Star Comics n. 5, con una pubblicità della copertina del primo numero di All-Flash.
Il co-creatore di Flash, Gardner Fox scrisse la massa della serie, facendo da sceneggiatore principale per i primi 24 numeri della serie. Dal n. 25 in poi le storie di Flash furono ideate e scritte da Robert Kanigher e John Broome. Le illustrazioni della serie furono messe in mano da un gruppo di artisti come E. E. Hibbard, Harry Tschida, Lou Ferstadt, Martin Naydel, Lee Elias e Carmine Infantino.
La serie marcò la prima collaborazione in cui gli scrittori Robert Kanigher e John Broome e l'artista Carmine Infantino lavorarono insieme al personaggio di Flash. Kanigher, Broome, e Infantino furono successivamente tra i creatori del Flash della Silver Age, così come della sua spalla Kid Flash, che sarebbe poi diventato la terza incarnazione del personaggio.
All-Flash terminò la sua pubblicazione nel 1947, con il n. 32.
La serie ritornò nel 2007 con un autoconclusivo dello scrittore Mark Waid e degli artisti Karl Kerschl, Manuel Garcia, Joe Bennett & Daniel Acuna, mentre la copertina fu disegnata da Josh Middleton, e la variante della copertina da Bill Sienkiewicz. L'autoconclusivo servì da precursore per Flash vol. 2 n. 231

## Numeri noti
| Numero | Nota                                                  | Titolo                                          | Storia Scrittore | Storia Artista    | Data di pubblicazione      |
| ------ | ----------------------------------------------------- | ----------------------------------------------- | ---------------- | ----------------- | -------------------------- |
| n. 5   | Prima comparsa di Winky, Blinky e Noddy               | Case of the "Patsy Colt"!                       | Gardner Fox      | E. E. Hibbard     | Estate 1942                |
| n. 12  | Prima comparsa del Pensatore                          | Tumble Inn to Trouble                           | Gardner Fox      | E. E. Hibbard     | Autunno 1943               |
| n. 21  | Prima comparsa di Turtle                              | The Fastest Man Alive vs. the Slowest Man Alive | Gardner Fox      | Martin Naydel     | Inverno 1945               |
| n. 22  | Prima storia di Flash scritta da John Broome          | The City of Shifting Sand                       | John Broome      | Martin Naydel     | Aprile–Maggio 1946         |
| n. 24  | Prima storia di Flash scritta da Robert Kanigher      | Appointment with Destiny                        | Robert Kanigher  | Martin Naydel     | Agosto–Settembre 1946      |
| n. 31  | Prima storia di Flash illustrata da Carmine Infantino | The Secret City                                 | Robert Kanigher  | Carmine Infantino | Ottobre-Novembre 1947      |
| n.     | Prima comparsa di Star Sapphire e del Violinista      | The Amazing Star Sapphire! Duet of Danger       | Robert Kanigher  | Lee Elias         | Dicembre 1947-Gennaio 1948 |